# فرضية التوقعات
فرضية التوقعات الخاصة بهيكل المدى لمعدلات الفائدة (التي يُعرف تمثيلها الرسومي باسم منحنى العائد)، هي الاقتراح القائل بأن السعر طويل الأجل يُحدد على نحو محض من خلال المعدلات قصيرة الأجل المتوقعة الحالية والمستقبلية أي تُعد المعدلات طويلة الأجل هي متوسطات المعدلات المستقبلية القصيرة الأجل المتوقعة.، بطريقة تجعل من المتوقع القيمة النهائية للثروة من الاستثمار في سلسلة من السندات قصيرة الأجل تساوي القيمة النهائية للثروة من الاستثمار في السندات طويلة الأجل، وبها يُمكن تقرير شراء سندات طويلة الأجل بدلاً من سندات قصيرة الأجل كاستثمار بتوقع أسعار الفائدة المستقبلية.
تفترض هذه الفرضية أن آجال الاستحقاق المختلفة هي بدائل مثالية وتشير إلى أن شكل منحنى العائد يعتمد على توقعات المشاركين في السوق لأسعار الفائدة المستقبلية. هذه المعدلات المتوقعة، جنبًا إلى جنب مع افتراض أن فرص المراجحة ستكون ضئيلة، هي معلومات كافية لإنشاء منحنى عائد كامل. على سبيل المثال، إذا كان المستثمرون يتوقعون أسعار الفائدة لمدة عام واحد في العام المقبل، فيمكن حساب معدل الفائدة لمدة عامين كمركب لمعدل الفائدة لهذا العام بسعر الفائدة في العام المقبل. بشكل عام، فإن العوائد (1 + العائد) على أداة طويلة الأجل تساوي المتوسط الهندسي للعوائد على سلسلة من الأدوات قصيرة الأجل، كما هو موضح بالمعادلة
{\displaystyle (1+i_{lt})^{n}=(1+i_{st}^{\text{year 1}})(1+i_{st}^{\text{year 2}})\cdots (1+i_{st}^{\text{year n}}),}
حيث يشير كل من lt و st على التوالي إلى السندات طويلة الأجل وقصيرة الأجل، وحيث تكون أسعار الفائدة i للسنوات المستقبلية هي القيم المتوقعة. تتوافق هذه النظرية مع الملاحظة التي تقول إن الغلة عادة ما تتحرك معًا. ومع ذلك، فإنه يفشل في تفسير الثبات في الشكل غير الأفقي لمنحنى العائد.

## نقائص
تتجاهل فرضية التوقع المخاطر الكامنة في الاستثمار في السندات (لأن الأسعار الآجلة ليست منبئات مثالية للمعدلات المستقبلية). على وجه الخصوص يمكن تقسيمها إلى فئتين:
1. مخاطر معدل الفائدة
2. مخاطر معدل إعادة الاستثمار

لقد وجد أن فرضية التوقع قد اختبرت ورُفضت باستخدام مجموعة متنوعة من أسعار الفائدة، على مدى مجموعة متنوعة من الفترات الزمنية وأنظمة السياسة النقدية. دُعم هذا التحليل في دراسة أجراها Sarno، حيث استنتج أنه في حين أن الإجراء ثنائي المتغير التقليدي يوفر نتائج مختلطة، فإن إجراءات الاختبار الأكثر قوة، على سبيل المثال توسيع اختبار الانحدار التلقائي المتجه، تشير إلى رفض فرضية التوقع في جميع أنحاء طيف النضج الذي فُحص. أحد الأسباب الشائعة لفشل فرضية التوقع هو أن علاوة المخاطرة ليست ثابتة كما تتطلب فرضية التوقع، ولكنها متغيرة بمرور الوقت. ومع ذلك، فإن البحث الذي أجراه غيدولين وثورنتون (2008) يشير إلى خلاف ذلك. من المفترض أن تفشل فرضية التوقع لأن أسعار الفائدة قصيرة الأجل لا يمكن التنبؤ بها إلى أي درجة كبيرة.
بينما تشير اختبارات هيكل المدة التقليدية في الغالب إلى أن أسعار الفائدة المستقبلية المتوقعة هي توقعات لاحقة غير فعالة، فإن Froot (1989) لديها مُغاير. في فترات الاستحقاق القصيرة، تفشل فرضية التوقع. ومع ذلك، عند الاستحقاق الطويل، تعكس التغييرات في منحنى العائد التغيرات في المعدلات المستقبلية المتوقعة واحد لواحد.